# Olajpálma
Az olajpálma vagy afrikai olajpálma (Elaeis guineensis) az egyszikűek (Liliopsida) osztályának pálmavirágúak (Arecales) rendjébe, ezen belül a pálmafélék (Arecaceae) családjába tartozó faj.

## Előfordulása
Az olajpálmát többnyire óriási ültetvényeken termesztik, elsősorban Délkelet-Ázsiában; őshazája azonban Nyugat-Afrika.

## Megjelenése
A pálma erőteljes törzsét beborítják az elpusztult levelek hüvelyének és nyelének maradványai. A levelek igen nagyok, a levélnyélen erős tövisek sorakoznak. A virágzatok a levelek között helyezkednek el, a virágok és a termések zsúfoltan állnak. Az afrikai olajpálma felálló törzsű, legfeljebb 30 méter magas fa, kultúrában alacsonyabb. Levele szárnyalt, a 7 méter hosszúságot is elérheti, alapján többnyire felemelkedő, majd széles ívben lehajló, a levélkék nem egyenletes eloszlásúak, és nem egészen egy síkban állnak. Kicsi, piszkosfehér virágoktól zsúfoltak a virágzati tengely ágai, amelyek minden esetben tövisszerű csúcsba futnak. Termése túlnyomórészt narancsvörös, töve gyakran sárga, a csúcsán pedig csaknem fekete, hosszúkás-tojásdad, többnyire gyengén 3 élű, legfeljebb 5 centiméter hosszú. Százával vagy ezrével tömör akár 25 kilogramm tömegű terméságazatokban helyezkedik el.

## Felhasználása
Az olajpálma a legfontosabb nyersanyagok közé tartozik az élelmiszer- és kozmetikai iparban. Terméshúsából pálmaolajat (pálmazsír) nyernek, nagyrészt margarin előállításához. A mag a pálmamagolajat szolgáltatja, amelyet szappankészítésre használnak. Hektáronként és évenként 6 tonna olajukkal ültetvényei a terméshozamban leggazdagabb trópusi növénykultúrák közé tartoznak. Ezért aligha csodálható, hogy évente több ezer hektár esőerdő esik áldozatul az újabb telepítéseknek. Különösen Malajziában, amely egymaga a világtermelés kerek kétharmadát szolgáltatja, gyakran sok száz négyzetkilométernyi területen nem látunk mást, mint olajpálmát.

## Képek

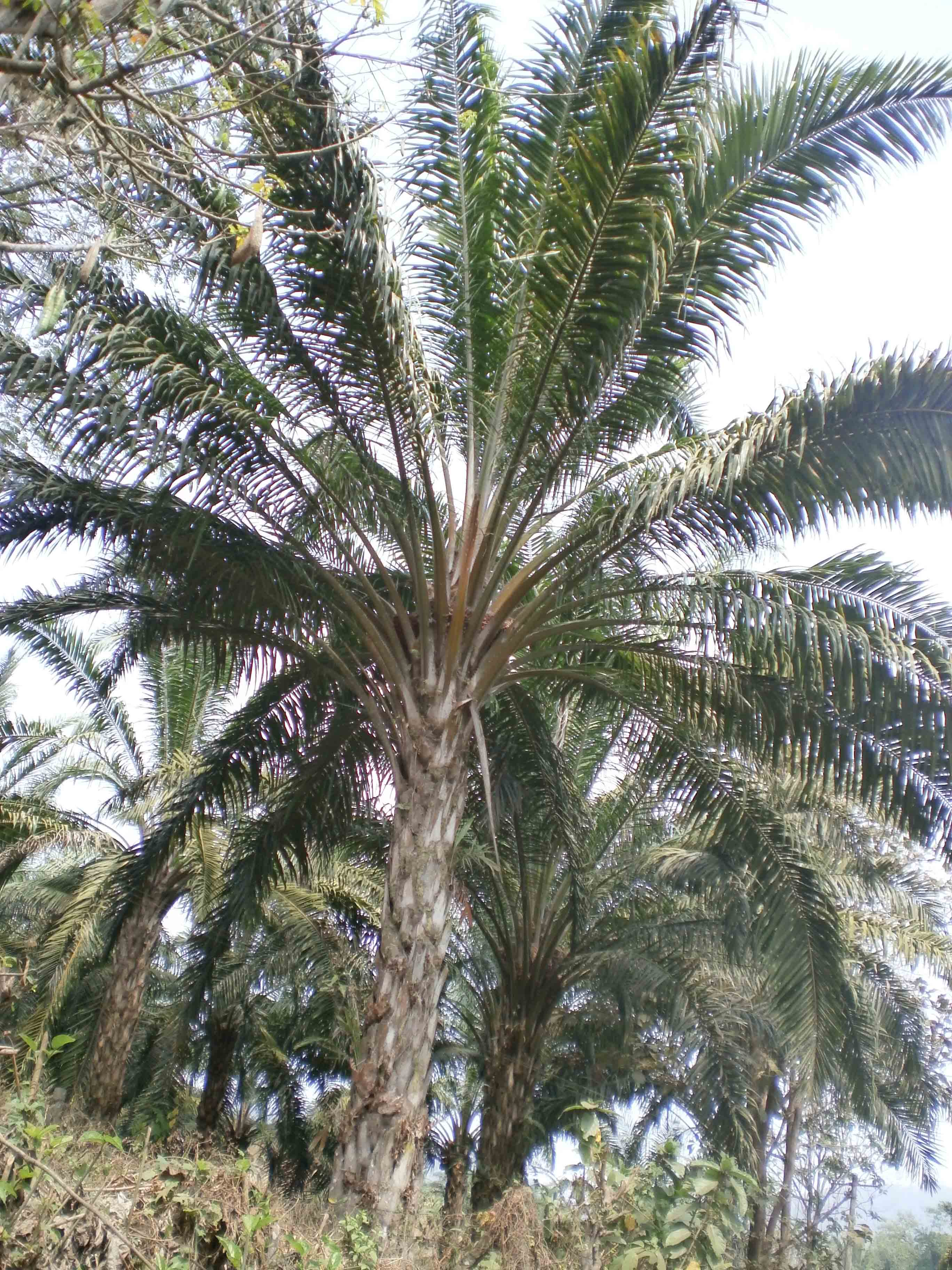
A növény
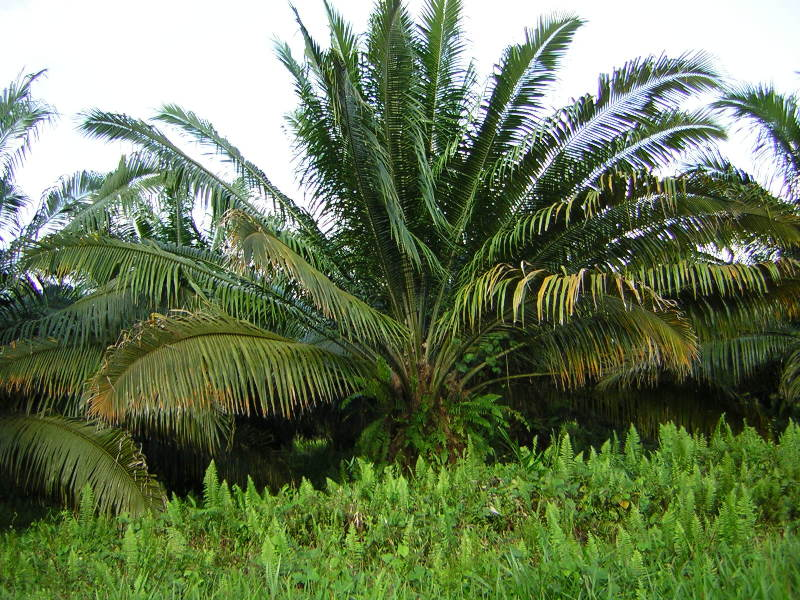
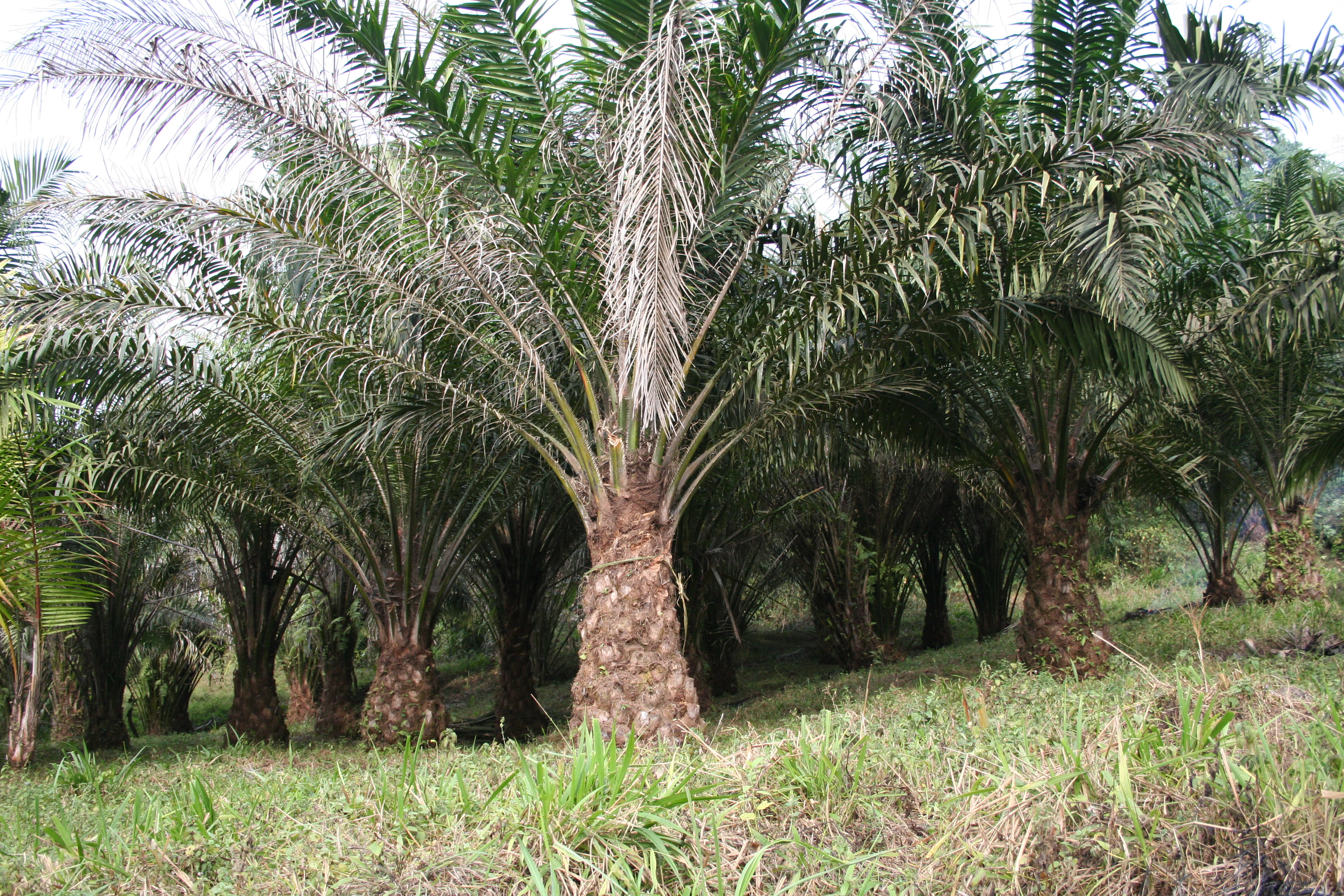
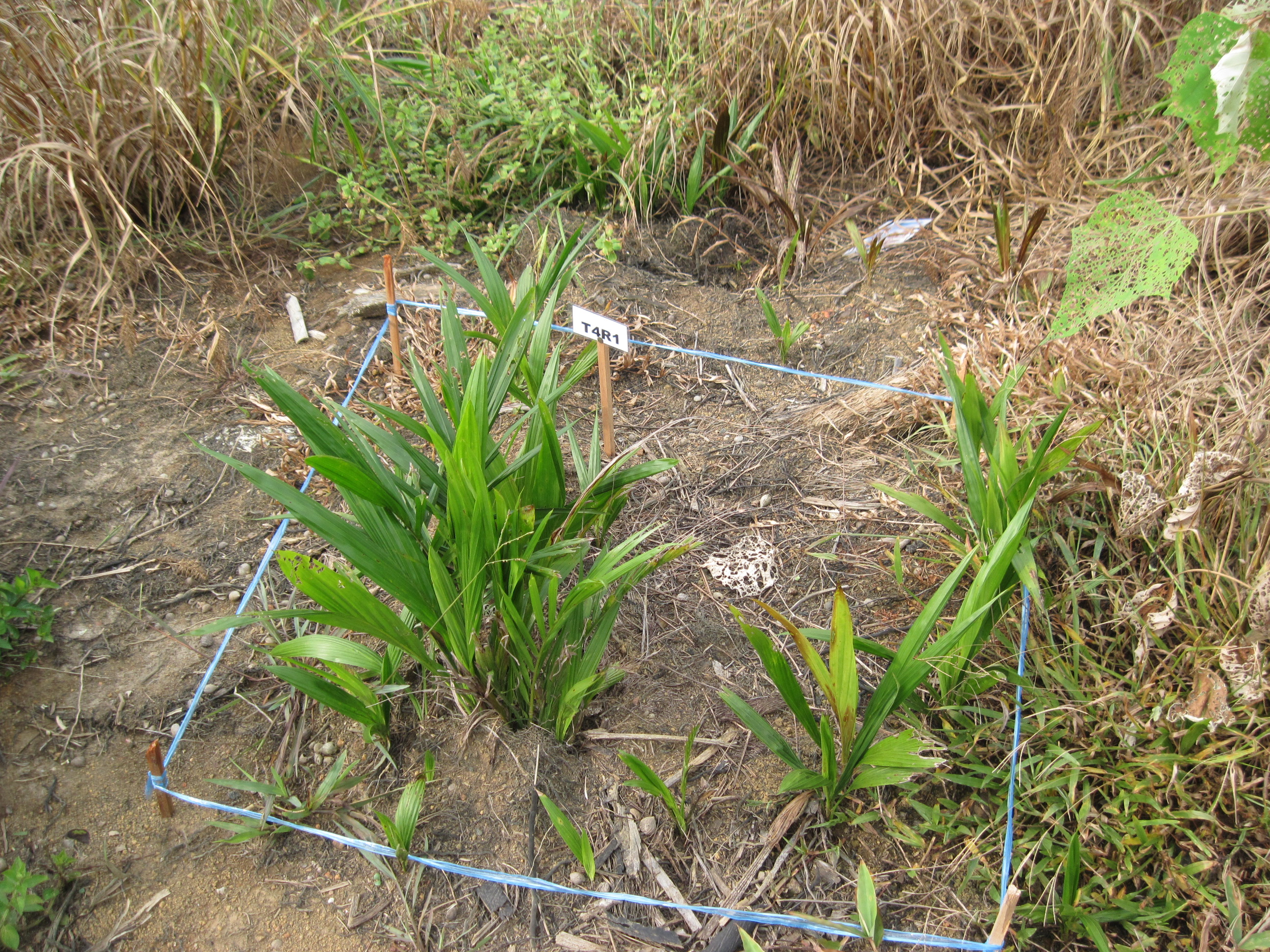
Fiatal példányok és
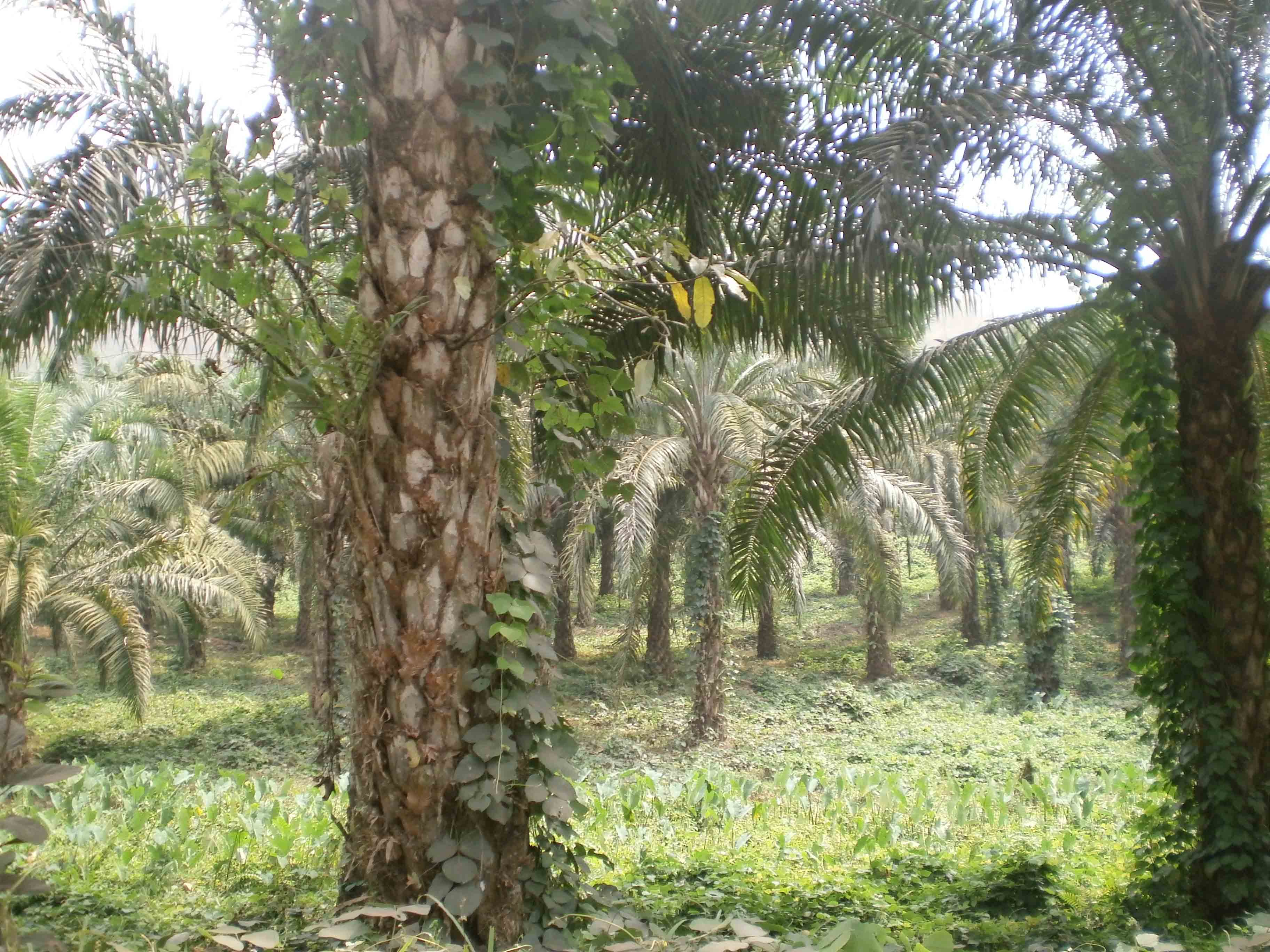
idős példány törzse
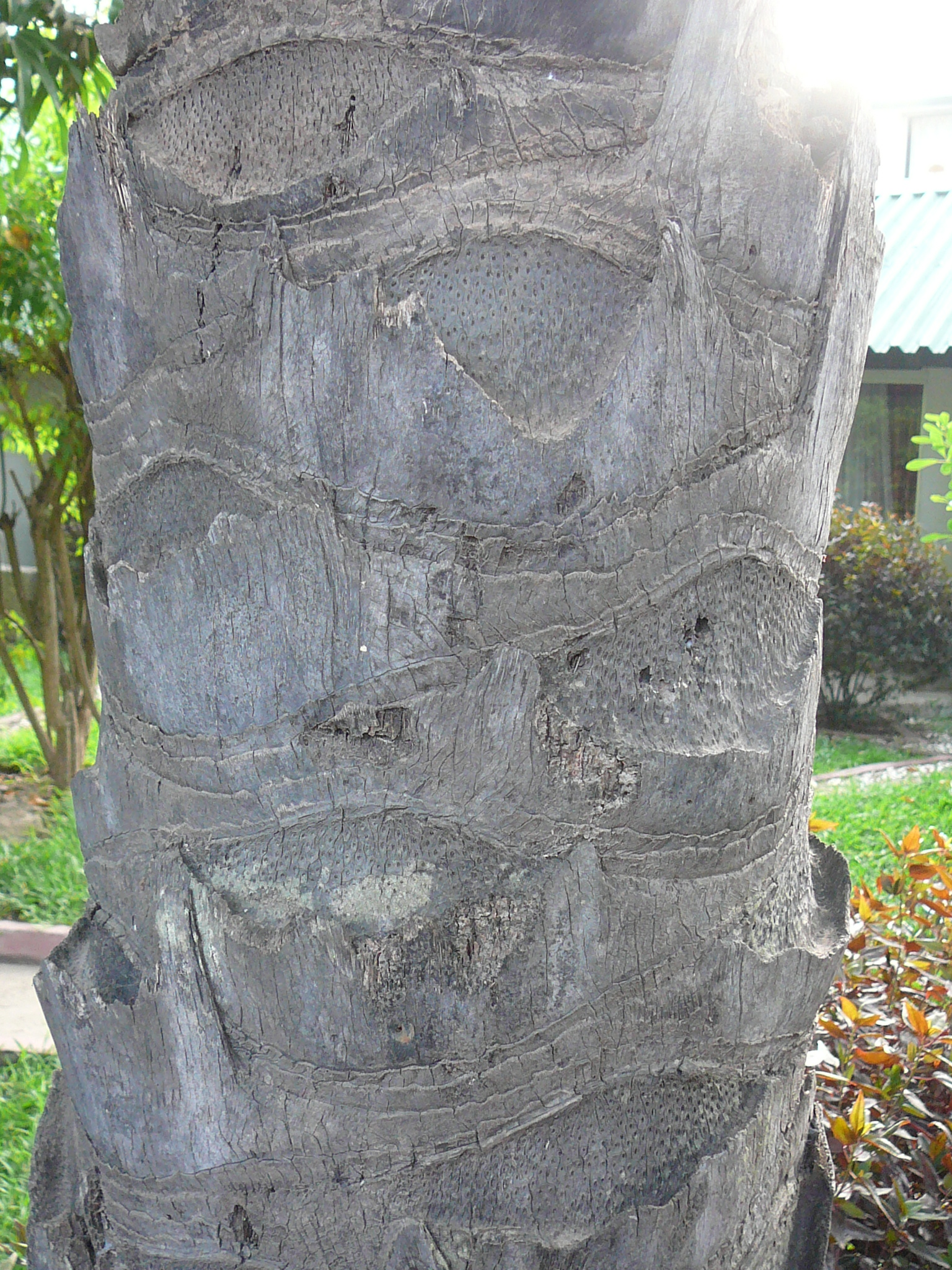
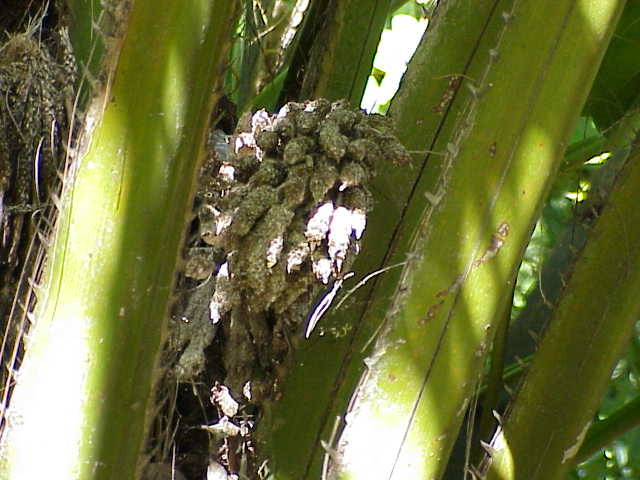
Virágzatai
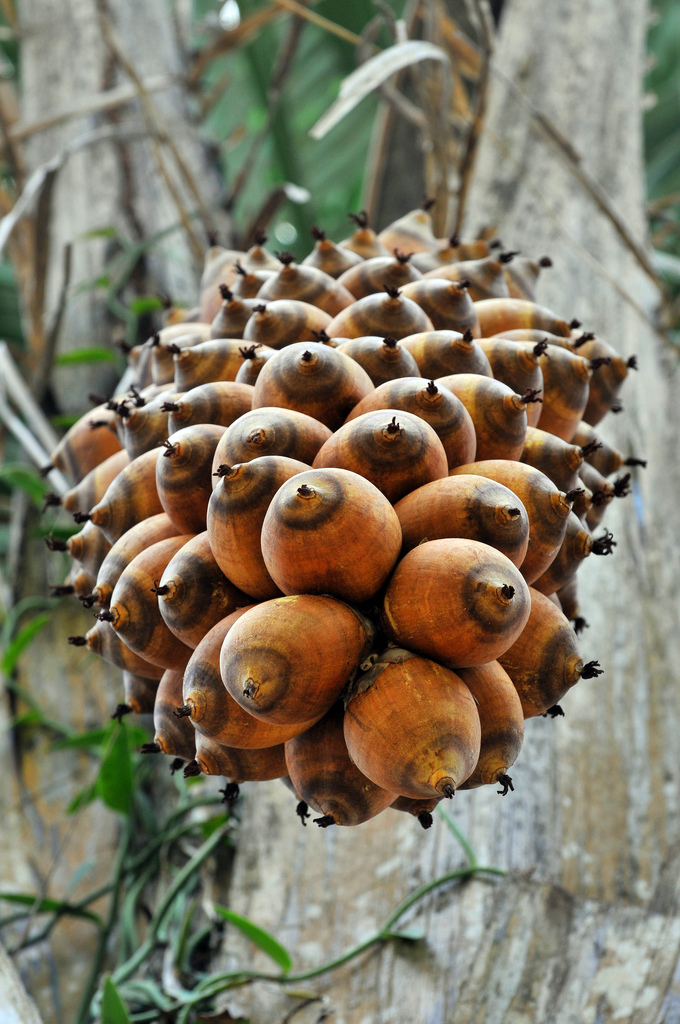
Termései
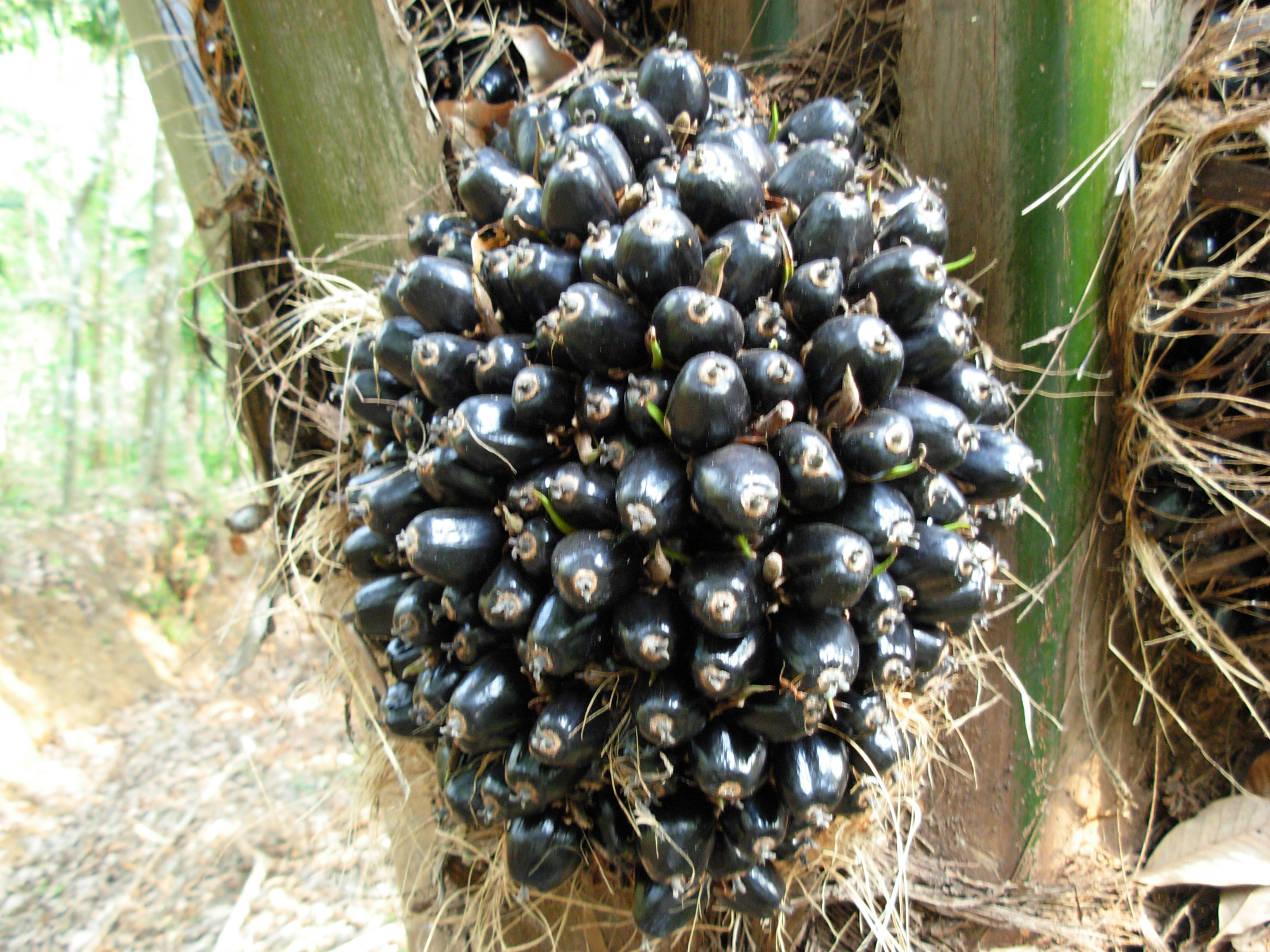
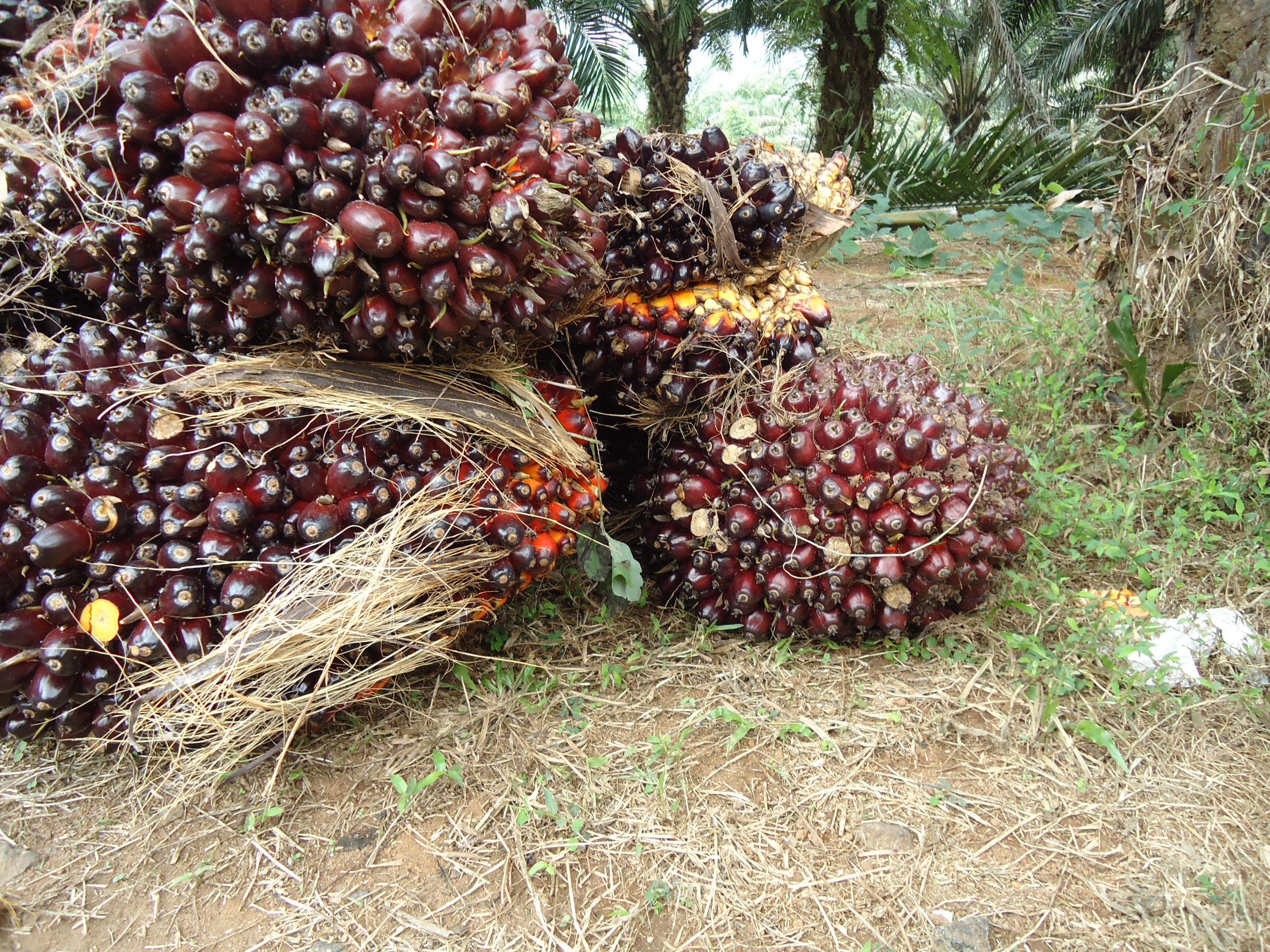
Termések leszedve
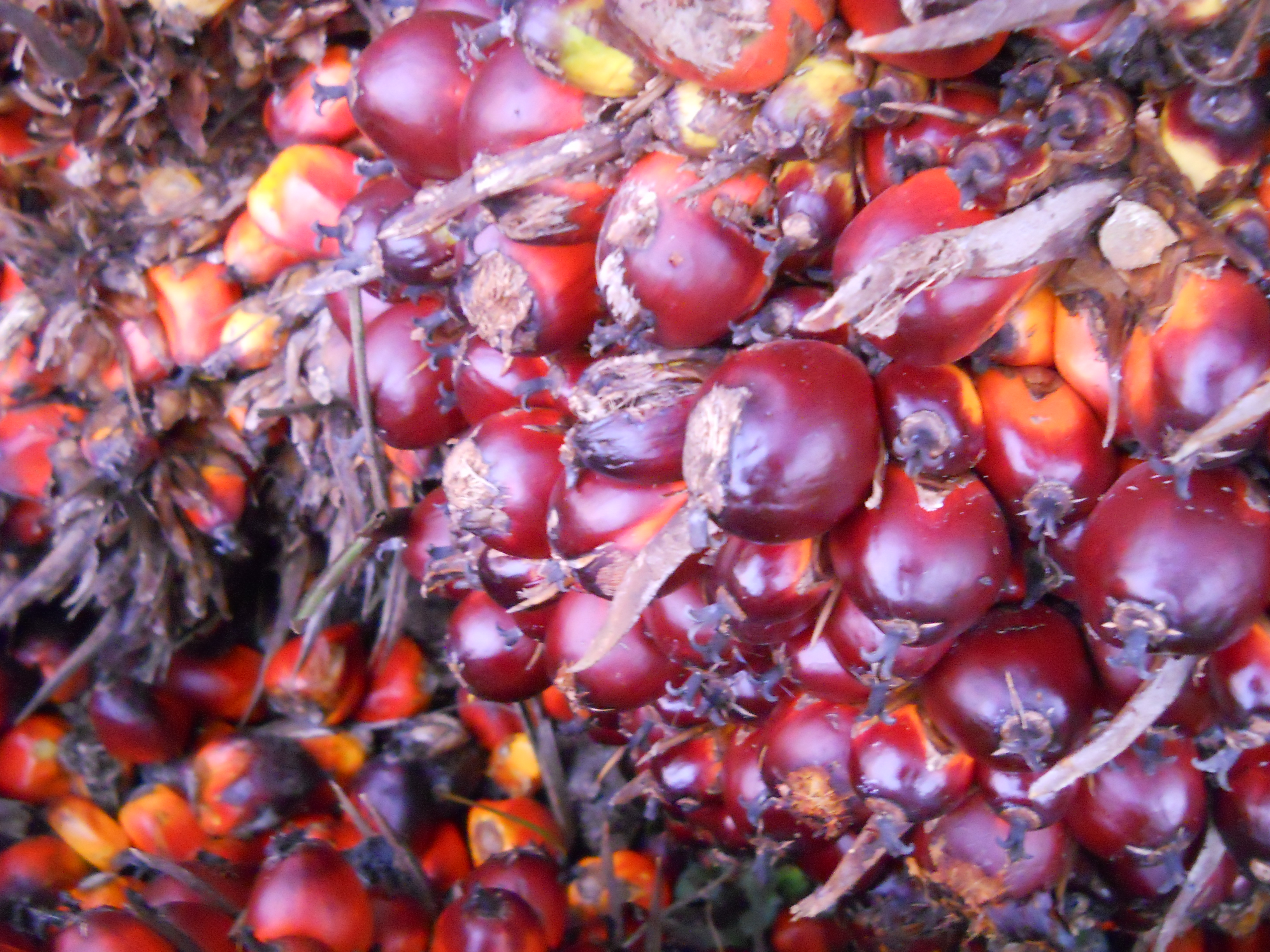
Magvai
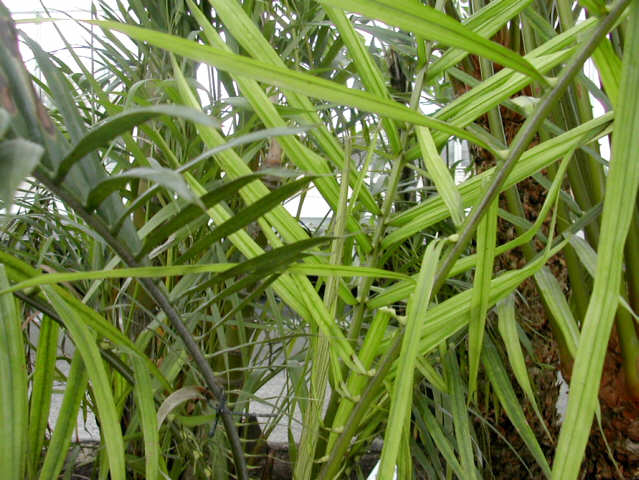
Levelei
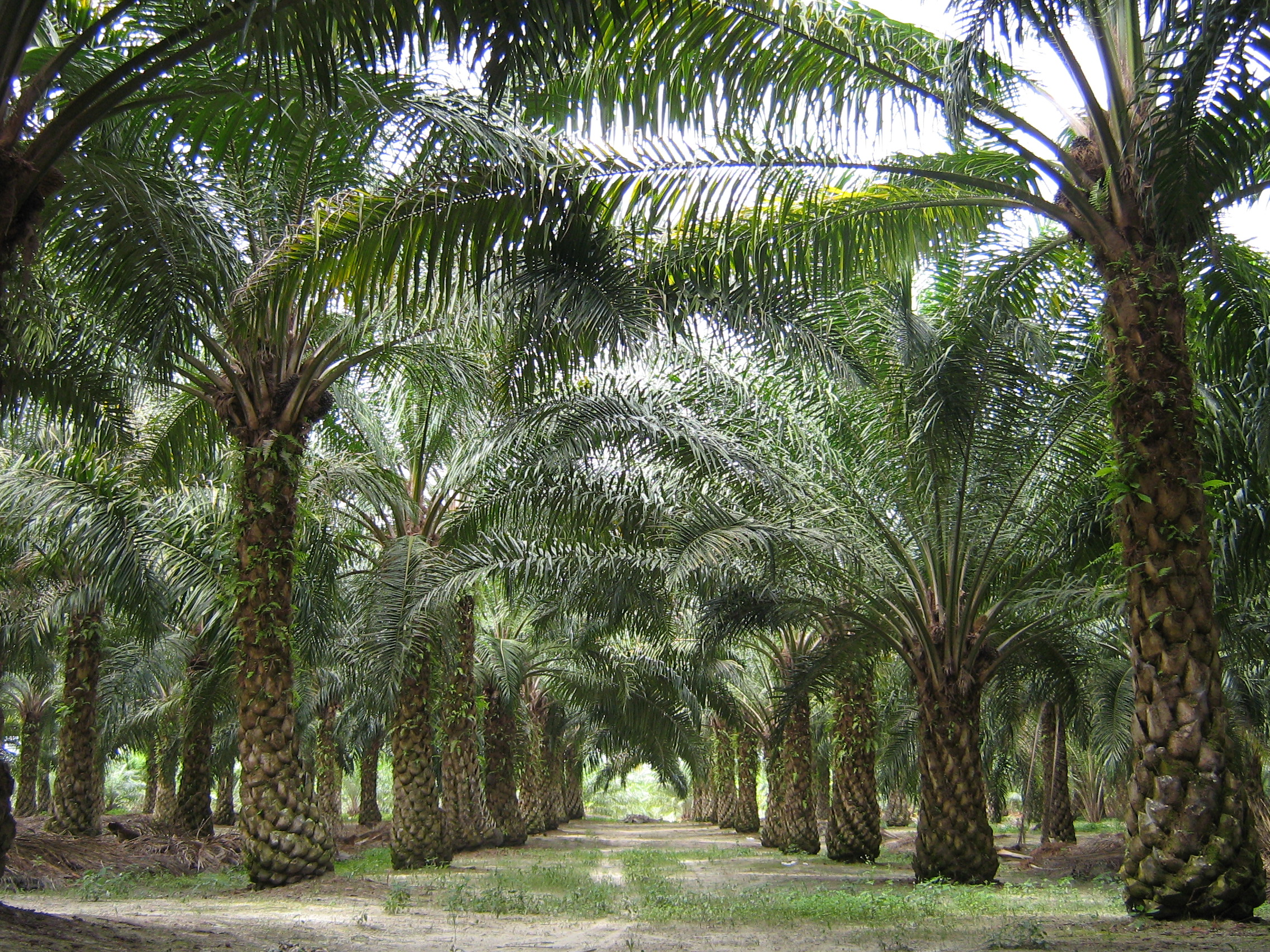
Ültetvényeken
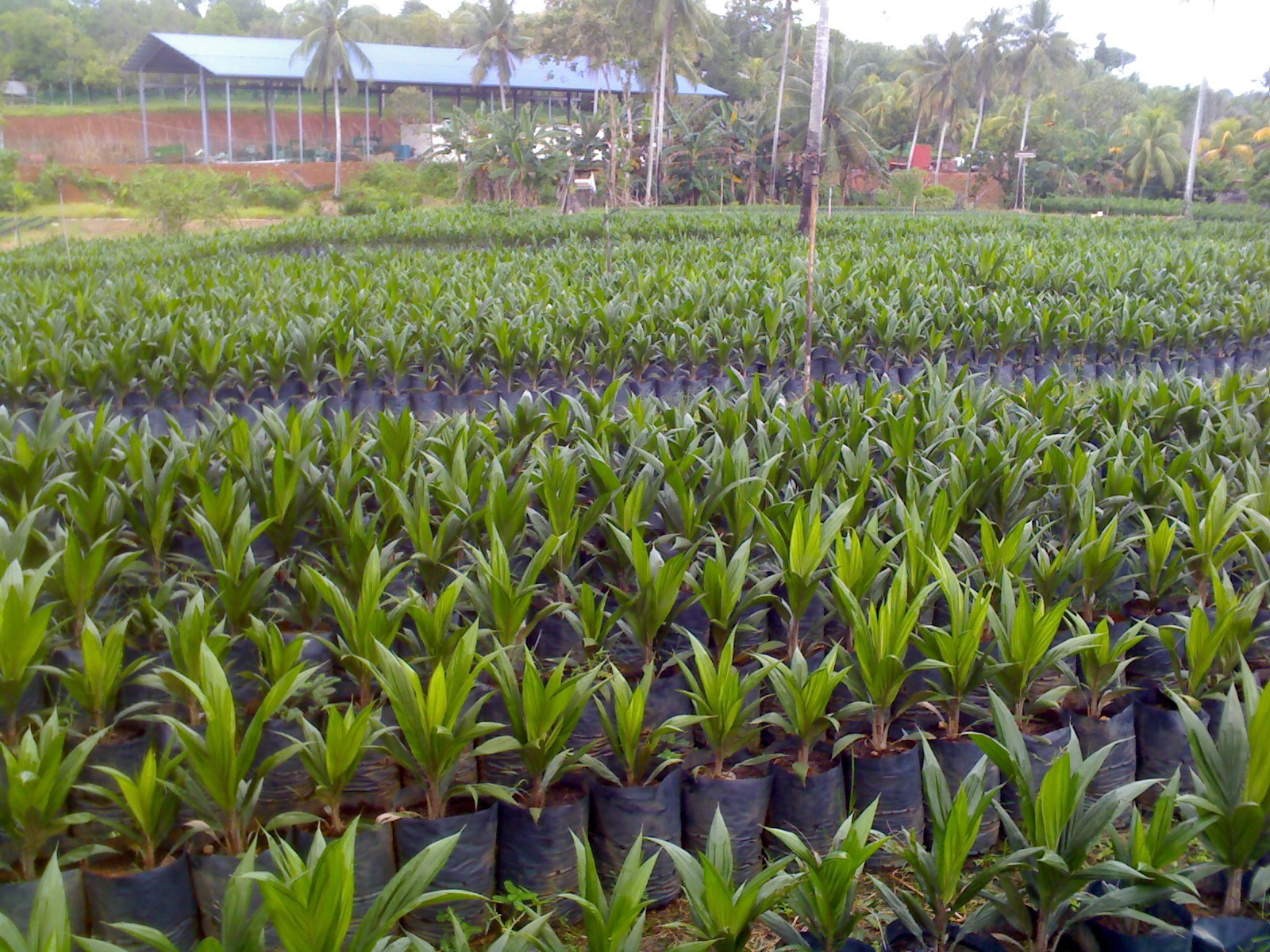
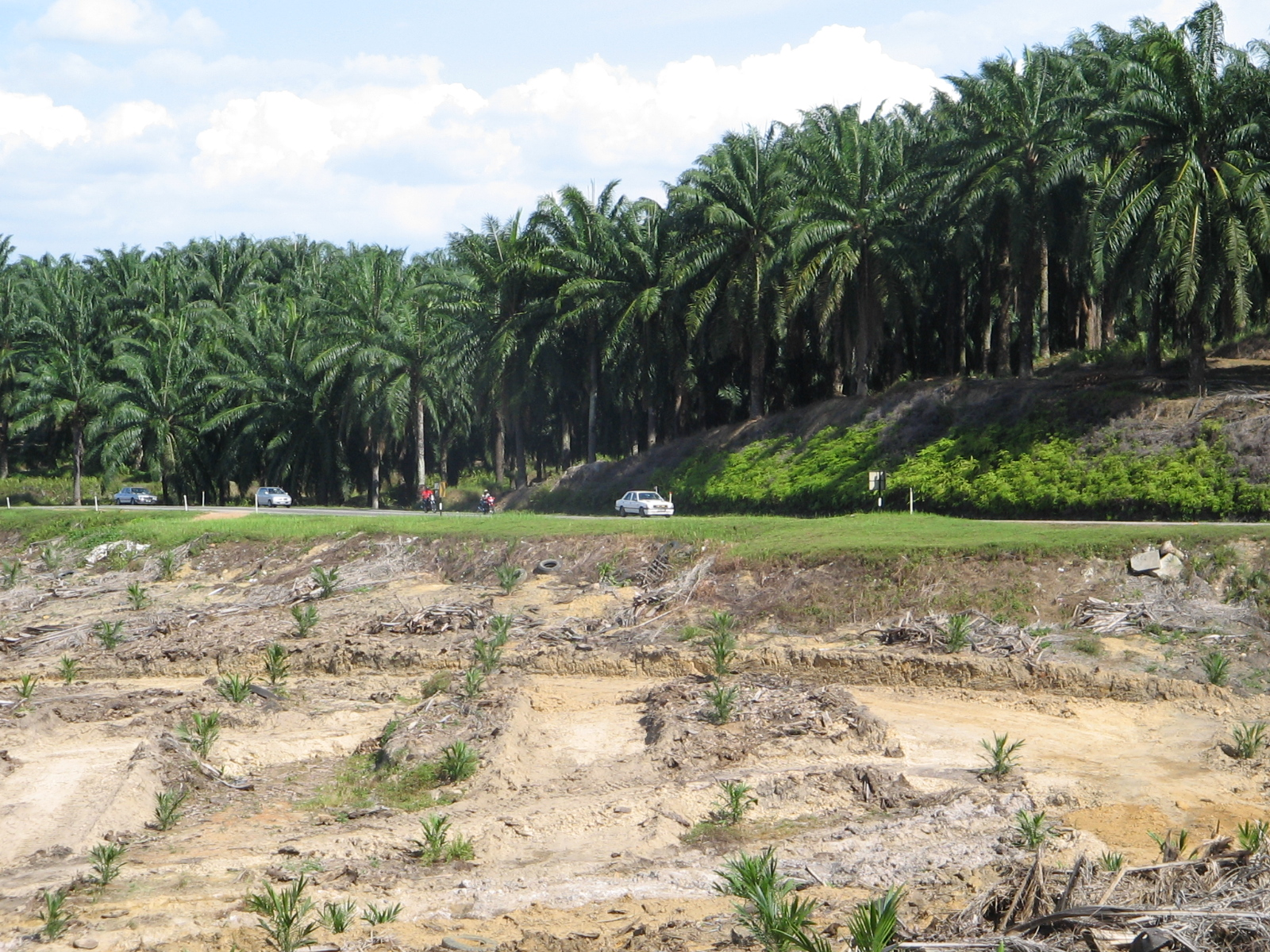
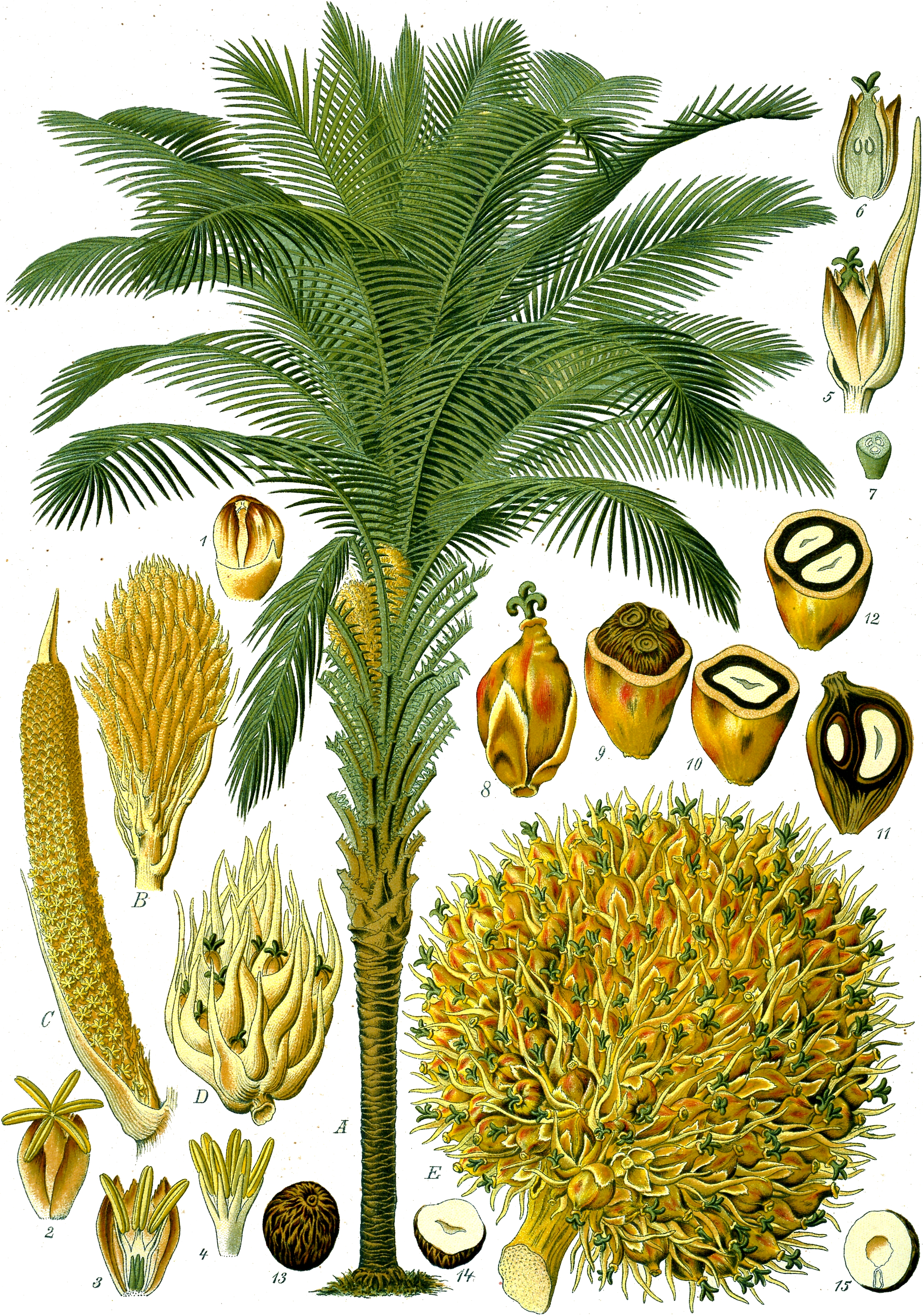
Rajz a növényről